# SN 2009ha
SN 2009ha – supernowa typu Ib odkryta 2 lipca 2009 roku w galaktyce M-01-07-24. W momencie odkrycia miała maksymalną jasność 16,50m.